# The Kiss (1958)
The Kiss ist ein US-amerikanischer Kurzfilm von Everett Chambers aus dem Jahr 1958.

## Handlung
Ein junger Mann, der als Liftboy arbeitet, hat Feierabend. Er geht in einen Park, wo er neben einem sich küssenden Pärchen sitzt. Nach kurzer Zeit geht er weiter, ignoriert eine rauchende Frau, die ihn zu sich zu bitten scheint, beobachtet einen Jungen auf einer Wiese, geht am Abend ins Kino und landet am Ende allein in seiner Wohnung. In der Zeitung entdeckt er verschiedene Kontaktanzeigen und schickt kurz darauf einen Brief ab. Bald trifft er sich mit einer Frau im Park, merkt jedoch schnell, dass sie nicht sein Typ ist. Der Tag verläuft schleppend, beide haben sich nicht viel zu sagen und am Ende flieht der Mann, als die Frau ihn zum Abschied küssen will. Er kauft sich bei einem Straßenhändler das Buch Art in Kissing und probt am Abend vor dem Spiegel, wie man küsst und überhaupt zum ersten Kuss kommt.
Ein Treffen mit einer anderen Frau verläuft zunächst besser. Die Blondine lacht viel, lässt sich von ihm auf den Rummel bringen und beide fahren gemeinsam Riesenrad. Seiner Umarmung entzieht sie sich. Als er sie dennoch überrumpelt und küsst, ohrfeigt sie ihn. Wütend wirft der Mann sein Buch kurz darauf weg. Das Buch trifft eine Frau am Strand, die zunächst empört reagiert, schließlich jedoch lachen muss. Der Mann nimmt das Buch und geht in eine Bar. Hier lesen es eine Frau und ein angetrunkener Mann und amüsieren sich über die Kussanweisungen, die sie so angeheitert umsetzen, dass neben dem Barkeeper auch der Mann lachen muss. Er eilt schließlich aus der Bar und trifft die Frau vom Strand wieder. Sie ist erfreut, ihn zu sehen, und beide gehen auf den Rummel, wo der Mann nun zum ersten Mal eine Frau richtig küsst.

## Produktion
The Kiss wurde als Schwarzweißfilm realisiert. Erst im Moment des Kusses wird der Film zum Farbfilm. Die Dreharbeiten fanden in New York City statt. John Patrick Hayes produzierte den Film mit seiner Produktionsfirma Cohay Productions; zudem schrieb er das Drehbuch. Der Film wurde erstmals am 16. September 1958 in New York City uraufgeführt.
Der Film zeigt Renée Taylor, die später als Fran Fines Mutter Sylvia in Die Nanny bekannt wurde, in einer ihrer frühesten Filmrollen.

## Auszeichnungen
The Kiss wurde 1959 für einen Oscar in der Kategorie Bester Kurzfilm nominiert.